# Franco Bonera (giornalista)
Franco Bonera (Milano, 25 marzo 1951) è un giornalista italiano.

## Biografia
Entrato giovanissimo alla Gazzetta dello Sport, nel 1970, è diventato prima redattore e poi inviato, seguendo in questa veste il Campionato mondiale di calcio 1978 in Argentina. È poi passato a Oggi, dove è diventato vicedirettore sotto la direzione di Paolo Occhipinti. Nel 2000 fu incaricato di far nascere e dirigere SportWeek, inserto della Gazzetta dello Sport, ottenendo grande successo. Dopo un breve passaggio in Gazzetta come vicedirettore, è stato chiamato nel 2007 da RCS MediaGroup a dirigere Visto e Novella 2000 con Candida Morvillo come condirettrice . Sotto la sua direzione Visto è arrivato a vendere fino a 200.000 copie settimanali. La sua esperienza a Visto si chiude nel 2013, con la cessione della testata a Prs Editore, azienda per cui continua comunque a fare da consulente editoriale per alcuni anni.

## Opere
- Il maiale. Storia, simbologia, leggende, tradizioni, Mondadori, 1990.
- Pezzi di colore, Ultra Sport, 2024.[2]